# 櫻花銀行

櫻花銀行標誌

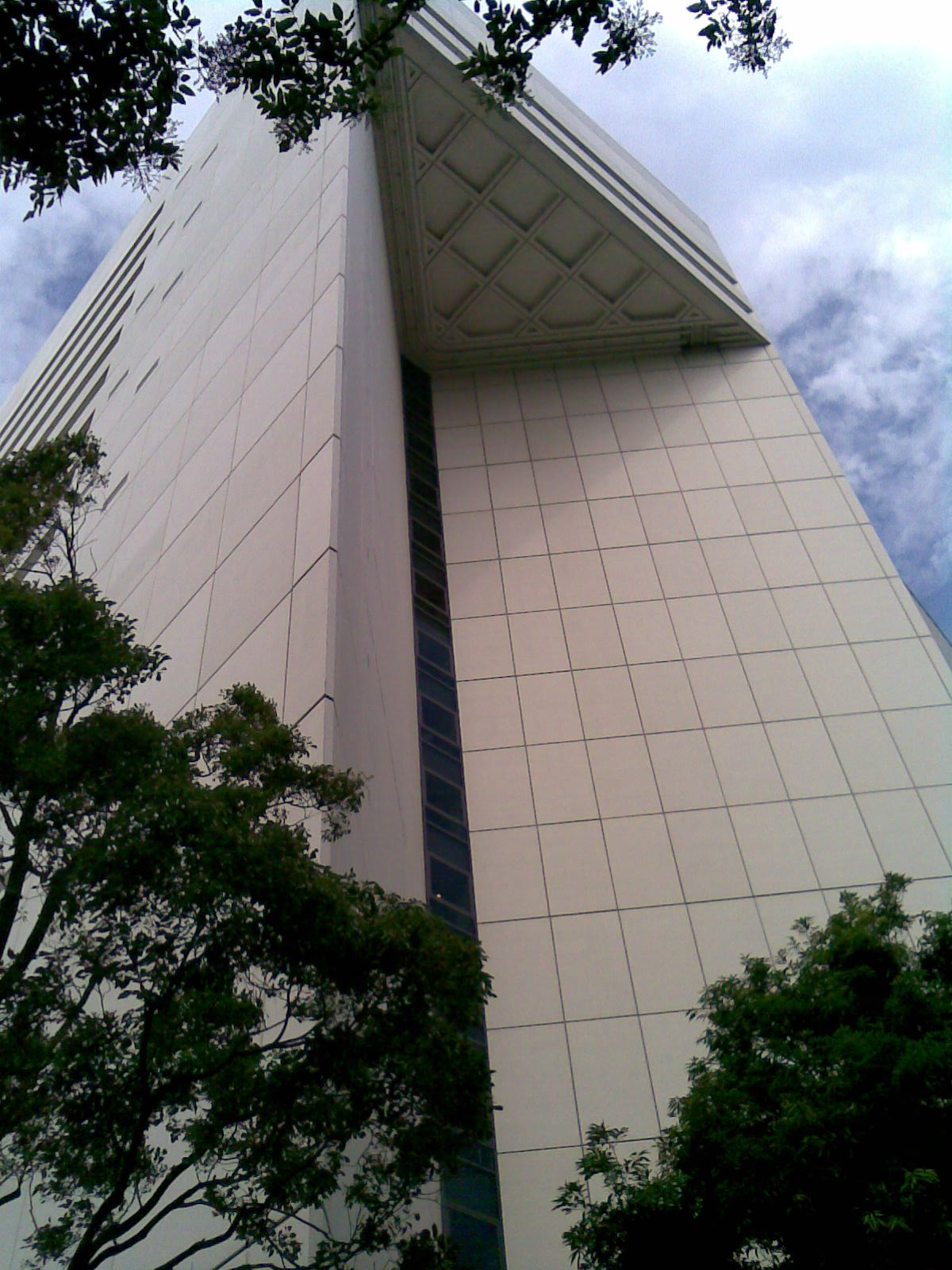
位於東京九段南的櫻花銀行總行（東京堂千代田大廈）

櫻花銀行（日语：株式会社 さくら銀行，The Sakura Bank, Limited）是日本過去存在的一家都市銀行。櫻花銀行是由三井銀行和太陽神戶銀行合併誕生。兩家銀行在1990年4月1日合併，最初名為太陽神戶三井銀行。1992年4月1日改名為櫻花銀行。合併後的櫻花銀行的擁有存款額在日本的銀行中僅次於第一勸業銀行，貸款額、店鋪數、員工數則是日本最大。
由於三井集團在二戰後的再集結速度較慢，三井銀行在日本各都市銀行中規模偏小，未能充分發揮三井集團融資中心的機能，因此急需擴大規模。最終三井銀行選擇了同為都市銀行中規模適中的太陽神戶銀行合併。但由於合併時期正值日本泡沫經濟崩潰，加上合併後的派閥鬥爭，導致櫻花銀行的經營狀況嚴峻，在1995年度陷入虧損。1999年，櫻花銀行宣布將以合併為前提，和住友銀行展開全面合作。2000年，兩者宣布合併後的新銀行將名為三井住友銀行，並在2001年正式合併，櫻花銀行和住友銀行合併為三井住友銀行。

## 外部連結
- 三井住友銀行 公式サイト （页面存档备份，存于）
- （页面存档备份，存于）